# Nimona
Nimona is een Amerikaanse science fantasy animatiefilm uit 2023, geregisseerd door Nick Bruno en Troy Quane, naar een scenario van Robert L. Baird en Lloyd Taylor. De film is gebaseerd op de gelijknamige striproman uit 2015 van ND Stevenson en speelt zich af in een science fantasiewereld, beïnvloed door de Middeleeuwen.

## Verhaal
Een middeleeuws-futuristisch koninkrijk wordt beschermd door een aantal elite ridders, ontstaan nadat legendarische heldin Gloreth een groot zwart monster versloeg en het koninkrijk omringde met een grote muur.
Ballister is de eerste gewone burger die een kans krijgt een ridder te worden. Echter, tijdens de ceremonie schiet er een laser uit zijn zwaard, die de koningin vermoordt. Omdat hij valselijk wordt beschuldigd van een misdaad die hij niet heeft gepleegd, slaat hij op de vlucht. Hij ontmoet Nimona, een ondeugende tiener die een 'shapeshifter' (gedaanteverwisselaar) is, en zij besluit dat ze zijn sidekick is. Samen gaan ze op onderzoek uit om de daadwerkelijke moordenaar te vinden. Ze weten een bekentenis van The Director te krijgen, en publiceren die online. 
The Director komt er echter achter dat Nimona het grote zwarte monster is, en overtuigt het volk dat Nimona met haar krachten een nepbekentenis heeft gemaakt. Ballister is geschokt dat Nimona het monster is, en Nimona voelt zich verraden en vlucht het bos in.
Nimona verandert in het grote zwarte monster, en besluit zelfmoord te plegen door het zwaard van het standbeeld van Gloreth, maar wordt tegengehouden door Ballister, die zich verontschuldigt. The Director wil haar nog steeds doden en eist dat een kanon op haar wordt afgevuurd. Dit zou ook iedereen in de stad doden, dus om de stad te redden, verandert Nimona in een grote vogel en vliegt het kanon in. 

## Stemverdeling
| Personage                     | Originele stem     | Nederlandse stem                   |
| ----------------------------- | ------------------ | ---------------------------------- |
| Nimona                        | Chloë Grace Moretz | Elaine Hakkaart Posy Bakkum (jong) |
| Ballister Boldheart           | Riz Ahmed          | Alkan Çöklü                        |
| Ambrosius Goldenloin          | Eugene Lee Yang    | Keanu Visscher                     |
| The Director                  | Frances Conroy     | Jorien Zeevaart                    |
| Queen Valerin                 | Lorraine Toussaint |                                    |
| Sir Thoddeus "Todd" Sureblade | Beck Bennett       | Valentijn Benard                   |
| Nate Knight                   | RuPaul Charles     | Juliann Ubbergen                   |
| Alamzapam Davis               | Indya Moore        |                                    |
| Diego the Squire              | Julio Torres       | Jurre Geluk                        |
| Coriander Cavaverish          | Sarah Sherman      |                                    |
| Young Gloreth                 | Charlotte Aldrich  | Finne Rodenburg                    |

De overige Nederlandse stemmen zijn ingesproken door Anne-Chris Schulting, Canick Hermans, Enzo Coenen, Finne Rodenburg, Jack Toorop, Juneoer Mers, Luca Oedairam, Oscar Siegelaar, Ruben de Goede, Sana Bouchti, Steyn de Leeuwe, Barbara Sloesen, Daan van Rijssel, Finn Vogels, Ilyas Zaanani, Jeannine la Rose, Laurens van Lottum, Nick Livramento Silva, Rochelle Ramos, Ruta van Hoof, Stephanie van Eer, en Vita Coenen.

## Productie
Oorspronkelijk was het een productie van Blue Sky Studios en zou het geregisseerd worden door Patrick Osborne, met een geplande releasedatum van 2020. Na de overname van 21st Century Fox, het moederbedrijf van Blue Sky, door de Walt Disney Company werd het project meerdere keren uitgesteld. voordat het werd geannuleerd vanwege de sluiting van Blue Sky in april 2021. Annapurna Pictures blies het project het jaar daarop nieuw leven in, met Bruno en Quane aangekondigd als regisseurs, DNEG Animation zorgde voor de animatie en Netflix voor de wereldwijde distributie. De stemmencast, met Chloë Grace Moretz en Riz Ahmed, bleef daarbij behouden.

## Release
Nimona ging op 14 juni 2023 in wereldpremière op het Festival international du film d'animation d'Annecy en werd op 23 juni 2023 beperkt in geselecteerde bioscopen uitgebracht om daarna op 30 juni 2023 zijn streamingdebuut te maken via Netflix. De film kreeg overwegend positieve kritieken van de filmcritici, met een score van 94% op Rotten Tomatoes, gebaseerd op 96 beoordelingen. De film werd genomineerd voor verschillende prijzen, onder meer bij de Critics Choice Movie Awards en Annie Awards en werd ook genomineerd voor een Academy Award voor beste animatiefilm.

## Prijzen en nominaties
De belangrijkste:
| Jaar | Prijs                 | Categorie          | Genomineerde(n)    | Uitslag     |
| ---- | --------------------- | ------------------ | ------------------ | ----------- |
| 2024 | Academy Awards        | Beste animatiefilm | Beste animatiefilm | Genomineerd |
| 2024 | Critics Choice Awards | Beste animatiefilm | Beste animatiefilm | Genomineerd |